# همسر کشاورز
همسر کشاورز (انگلیسی: The Farmer's Wife) فیلمی صامت در ژانر کمدی رمانتیک به کارگردانی آلفرد هیچکاک است که در سال ۱۹۲۸ منتشر شد. از بازیگران آن می‌توان به لیلیان هال-دیویس و گوردن هارکر اشاره کرد. این فیلم از نمایشنامه ای به همین نام توسط ادن فیلپوتس، رمان‌نویس، شاعر و نمایشنامه نویس انگلیسی در سال ۱۹۱۶ اقتباس شده‌است.